# Bronsart von Schellendorff (Adelsgeschlecht)

Wappen der Bronsart von Schellendorff

Bronsart von Schellendorff ist der Name eines alten preußischen Adelsgeschlechts.

## Geschichte
Das Geschlecht erscheint erstmals urkundlich mit Nicolaus Brunsereyte, der im Jahr 1339 vom Deutschordens-Hochmeister Dietrich von Altenburg mit 15 Hufen bei Modgarben (Amt Barten, Ostpreußen) belehnt wird. Die direkte Stammreihe beginnt mit Heinrich Bronserth, der urkundlich 1480 genannt und 1510 nicht mehr am Leben ist.
Ein später ausgestorbener Zweig der Familie wurde im 16. Jahrhundert auf Schloss Schwickershausen in Thüringen ansässig (Bronsart zu Schwickershausen).
Seit dem 17. Jahrhundert führt die Familie den Namen von Bronsart. Die Annahme des Namens Bronsart von Schellendorff erfolgte 1823 in der Annahme einer Stammesgleichheit mit dem ausgestorbenen Adelsgeschlecht der Freiherren von Schellendorff. Die königlich preußische Genehmigung zur Weiterführung dieses Namens wurde am 2. November 1891 in Potsdam (Neues Palais) erteilt.
Der aus Braunsberg in Ostpreußen stammende königlich preußische Generalleutnant Heinrich Bronsart von Schellendorff (1803–1874) und seine aus Kassel stammende Gattin Antoinette Drège (de Rège, 1810–1873), die zunächst in Danzig, später Berlin und Potsdam und beide zuletzt in Hannover lebten, wurden mit ihren zwölf Kindern die Stammeltern der bekannten Offiziersfamilie Bronsart von Schellendorf(f), die zahlreiche preußische Militärs der Kaiserzeit hervorbrachte.
Zum ostpreußischen Besitz der Familie zählte das Gut Schettnienen, wo Heinrichs zweiter Sohn Paul Bronsart von Schellendorff ansässig wurde, der es wie sein Vater zum Generalleutnant brachte und von 1883 bis 1889 preußischer Kriegsminister war. Sein älterer Bruder, Hans Bronsart von Schellendorf, schlug als einziger männlicher Nachkomme keine militärische Karriere ein und wurde Musiker, er war zuletzt Generalintendant des Großherzoglichen Hoftheaters in Weimar.
Ein jüngerer Bruder, der preußische General der Infanterie Walther Bronsart von Schellendorff, wurde am 2. Dezember 1878 in die mecklenburgische Ritterschaft aufgenommen. Er amtierte von 1893 bis 1896 ebenfalls als preußischer Kriegsminister. Er lebte mit seinen neun Kindern seit 1880 auf Gut Marienhof bei Güstrow. Auch der jüngste Bruder Heinrich Bronsart von Schellendorff (1841–1879) gehörte zum mecklenburgischen Adel und war Flügeladjutant des Großherzogs Friedrich Franz II. von Mecklenburg-Schwerin. Generalleutnant i. R. Friedrich Bronsart von Schellendorff lebte seit 1919 in Brunshaupten auf dem Hof Runenberg.

## Schreibweise
Die Schreibweise der Silbe -dorf(f) in den Namen der Angehörigen dieser Familie variiert auch in zeitgenössischen Quellen erheblich und wird in standes- und kirchenamtlichen Urkunden, militärischen und genealogischen Dokumenten und Grabinschriften sowie in der Literatur mitunter auch bei ein und derselben Person uneinheitlich (-f/-ff) gehandhabt.

## Wappen
Das Wappen zeigt in Silber einen von sieben blauen Wecken begleiteten roten Balken. Auf dem Helm mit blau-silbernen Decken zwei wie der Schild bezeichnete Büffelhörner.

## Bekannte Familienmitglieder

- Bernhard Bronsart von Schellendorff (1866–1952), deutscher Generalleutnant und Ritter des Ordens Pour le Mérite
- Friedrich Bronsart von Schellendorf (1864–1950), Generalstabschef in der osmanischen Armee im Ersten Weltkrieg
- Günther Bronsart von Schellendorf (1869–1947), preußischer Offizier und Militärdiplomat, 1914 Militärattaché in Rumänien
- Hans Bronsart von Schellendorf (1830–1913), deutscher Komponist und Pianist, Opern- und Schauspielintendant in Hannover und Weimar
- Hans Bronsart von Schellendorff (Offizier) (1874–1938), preußischer Offizier und Ritter des Ordens Pour le Mérite
- Heinrich Bronsart von Schellendorff (1803–1874), preußischer Generalleutnant, 1866 Generalintendant der Armee
- Heinrich-Walter Bronsart von Schellendorff (1906–1944), deutscher Generalmajor und 1944 Träger des Ritterkreuzes des Eisernen Kreuzes
- Huberta Bronsart von Schellendorff (1892–1978), deutsche Astronomin, Botanikerin und Autorin, Mitgründerin der Stuttgarter Volkssternwarte
- Ingeborg Bronsart von Schellendorf geb. Starck (1840–1913), deutsche Pianistin und Komponistin
- Paul Bronsart von Schellendorff (1832–1891), preußischer General der Infanterie und Kriegsminister
- Walter Siegfried Bronsart von Schellendorff (1871–1963), deutscher Oberst und Ritter des Ordens Pour le Mérite, 1920 Angeschuldigter bei den Leipziger Prozessen[3]
- Walther Bronsart von Schellendorff (1833–1914), preußischer General der Infanterie und Kriegsminister